# Автомобільні шляхи Донецької області
Автомобі́льні шляхи́ Донецької області — мережа доріг на території Донеччини, що об'єднує між собою населені пункти та окремі об'єкти та призначена для руху транспортних засобів, перевезення пасажирів та вантажів.